# Andrija Bojić
Andrija Bojić (cyr. Андрија Бојић; ur. 28 maja 1993 w Belgradzie) – serbski koszykarz występujący na pozycji silnego skrzydłowego, obecnie zawodnik CSO Voluntari.
26 czerwca 2017 został zawodnikiem Polpharmy Starogard Gdański. 3 lutego 2018 opuścił klub.
12 lutego podpisał umowę z rumuńską CS Politehnicą Unirea Iasi.

## Osiągnięcia
Stan na 15 stycznia 2020, na podstawie, o ile nie zaznaczono inaczej.
Drużynowe
- Mistrz Macedonii Północnej (2019)
- Wicemistrz:
  - II Ligi Adriatyckiej (2019)
  - Macedonii Północnej (2018)
- Finalista pucharu Serbii (2015)
- Zwycięzca turnieju Belgrade Junior International Tournament (2011)
- Uczestnik turnieju Nike Euroleague Junior Tournament (nieoficjalne klubowe mistrzostwa Europy juniorów)

Indywidualne
(* – nagrody przyznane przez eurobasket.com)
- MVP 11. kolejki ligi adriatyckiej (2014/15)
- Zaliczony do*:
  - III składu ligi serbskiej (2016)[7]
  - składu honorable mention:
    - II Ligi Adriatyckiej (2019)
    - ligi:
      - północno-macedońskiej (2019)
      - serbskiej (2014)[8]
      - węgierskiej (2017)[9]
- Lider:
  - strzelców ligi węgierskiej (2017)[9]
  - w blokach ligi serbskiej (2014)[8]

Reprezentacja
- Wicemistrz Europy U–18 (2011)
- Uczestnik mistrzostw Europy U–20 (2013 – 13. miejsce)